# コンピュータゲームのレイティングシステム
コンピュータゲームのレイティングシステムとは、コンピュータゲームの購入・貸与・鑑賞ができる年齢制限の枠、およびその表現の規制をいう。日本を始め、世界各国で法的または自主規制によって規定されている。

## 主な組織
詳細は各組織の項目を参照。
- 日本
  - コンピュータエンターテインメントレーティング機構（CERO） - 家庭用がメインであるが、少数ながらPC（パソコン）用ゲーム（非アダルトゲーム）も審査している。
  - コンピュータソフトウェア倫理機構（EOCS、略称はソフ倫） - PC用。アダルトゲームが中心（非アダルトゲームも審査している）。
  - 日本コンテンツ審査センター（JCRC） - ソフ倫と同様にPC用が中心。2010年12月にコンテンツ・ソフト協同組合（CSA）の内部組織・メディア倫理委員会（メディ倫）から映像倫理機構（ETHICS、映像倫）の名称で審査業務を分割して発足し、2016年1月に他組織との統合に伴い改称した。
- 韓国
  - ゲーム物管理委員会（GRAC） - 公的審査団体。特に対象年齢による制限が厳しくなっている。
- ロシア
  - ロシア年齢評価システム (RARS)
- 台湾
  - 出版品及錄影節目帶分級辦法 - ゲームソフトウェア分類管理手法（GSRR）に基づき審査が行われている。
- イラン
  - Entertainment Software Rating Association（ESRA）
- アメリカ合衆国・カナダ
  - エンターテインメントソフトウェアレイティング委員会（Entertainment Software Rating Board、ESRB）
- チリ
  - チリのゲームコンテンツ評価システム（Consejo de Calificación Cinematográfica）
- ブラジル
  - Departamento de Justiça, Classificação, Títulos e Qualificação（DJCTQ）
- ヨーロッパ
  - 汎欧州ゲーム情報（PEGI） - EU加盟国を中心に31か国が対象だが、ドイツは対象に含まれていない。
  - ソフトウェア事前審査機構（USK） - ドイツの公的審査団体。PEGIより一層厳しい法的規制を敷いている。
  - 全英映像等級審査機構（BBFC） - イギリスの公的審査団体。イギリス国内で発売される一部のタイトルはPEGIのレイティングを採用せず、BBFCのレイティングが採用されている。
  - フィンランド映画分類委員会（VET/SFB） - フィンランドの公的審査団体。PEGI未審査タイトルの一部を審査していたが、法律の改正に伴い2007年より審査権限をPEGIに委譲した。
- オセアニア
  - オーストラリア等級審査委員会（ACB） - オーストラリア政府が設置している公的審査団体。
  - フィルム・文献分類管理局（OFLC） - ニュージーランド政府が設置している検閲組織。
- その他
  - 国際年齢評価連合（IARC） - スマートフォンや家庭用ゲーム機向けのダウンロードソフト（パッケージとしての販売がないゲーム）をメインに配信されるゲームの審査を行う[1]。参加する審査団体はACB、DJCTQ、ESRB、PEGI、USKなど。CEROを始めとする日本の審査団体は参加していないが、デジタル販売プラットフォーム単位での対応が可能なため、2020年10月よりニンテンドーeショップで販売される一部のダウンロードタイトル（主に多言語対応作品）が日本を含めてIARCのレイティングを採用している。

## 審査項目
各国の法令・教育・文化の影響により、コンピュータゲームのレイティングで審査する項目や、規制する描写の範囲と許容度に若干の差異はあるが、以下の項目を審査する点において、おおむね共通している。
- 恋愛
  - 異性愛
  - 同性愛
  - 近親愛
- 性描写
  - 直接ないし間接的な性行為・性器・排泄の描写
  - 強姦（レイプ）・強制わいせつなどの性犯罪（相手方の望まない性行為）
  - 下着・水着・その他肌の露出が多いコスチュームを含む描写（CEROでは軽度のお色気描写に対しても非常に厳しい傾向[2]にあるが、国際年齢評価連合（IARC）やEOCSにおいては、過激な性描写がなければ比較的寛容な傾向[3]にある）
- 暴力
  - 喧嘩、拷問など
  - 身体の欠損（四肢の切断、頭部が吹き飛ぶなど）を伴う殺傷の描写
  - 対戦格闘（ボクシングやプロレスなどの格闘技を含む場合もある）
  - 戦争・兵器・軍事の描写（CEROでは戦争や兵器の描写に対して比較的寛容になる[注 1]傾向があるが、日本国外ではCEROと比して厳しく規制する傾向がある。）
- 恐怖
  - 出血の描写
  - 死体の描写
  - ゾンビ・幽霊などで恐怖を煽るホラーの描写
- 犯罪
  - 麻薬・覚醒剤その他違法な薬物の製造、使用、取引などの行為（医療で使用する場合も含む）
  - 飲酒・喫煙（未成年者だけでなく、成人のみでの飲酒・喫煙を含む場合も表示されることがある）
  - 刑事法その他の法令に抵触する行為全般
  - ギャンブル
    - 金品を賭ける違法な賭博
    - 一部の国で合法化されているカジノ、公営競技など
    - その他射幸心を煽るミニゲームやくじなど（結果によってゲーム内通貨やレアアイテムが入手できるなど）
- 下品な言葉づかい（差別用語、放送禁止用語、その他不快感を催す表現など）
- 差別表現（国家・人種・宗教・職業などによる差別全般）
- その他の反社会的な表現

- その他の要素
  - ゲームのプレイに必要な、スキルの要否（全年齢対象に相当するゲームでも、「一定のスキルや知識が必要」と促されることもある）
  - インターネット接続の有無（インターネットへの接続が必須または対応の場合）
  - ダウンロードコンテンツ、アイテム課金（アプリ内課金）、ランダム型アイテム提供方式（いわゆる「ガチャ」）の有無

## レイティング制度の法的規制
レイティング制度の導入と審査は各国の法令で義務付けられ、違反者に罰則が課せられるケースもあれば、業界団体の自主規制により導入されている場合もあり、以下のように分類される。
- 法令によりレイティング制度の導入と審査が義務付けられているケース（公的なものであるため、違反者に罰則が課せられる）
  - 台湾のCGSRR
  - 韓国のGRB
  - ドイツのUSK
  - オーストラリアのACB
  - 中国本土のCADPA

など
- 業界団体の自主規制によるケース（法律や条例による包括指定が実施されている地域では、違反者に罰則が課せられる場合もある）
  - 日本のCERO
  - アメリカ・カナダのESRB

など

## 団体別のレイティング比較
以下の表で、団体別の対象年齢表示と色分けを一覧にしている。濃い灰色は過去に使用されていたレイティングを、斜字は自主規制により「購入時に保護者の同意を必要とする」ことを、太字は「法令または自主規制により対象年齢に達しない青少年への提供が禁止されている」ことを表す。また、国・地域によって法的に「成年」とみなす年齢は18歳以上〜25歳以上（イランの場合）もあり、大きく変動するため留意を要する。

| 国・地域                        | 国・地域                                                                                          | 審査組織/年齢 | 1                       | 2                       | 3                       | 4                       | 5                       | 6                       | 7                       | 8                       | 9                       | 10                      | 11                      | 12                        | 13                        | 14                        | 15                        | 16                        | 17                        | 18                            | 備考                                                                             |
| ------------------------------- | ------------------------------------------------------------------------------------------------- | ------------- | ----------------------- | ----------------------- | ----------------------- | ----------------------- | ----------------------- | ----------------------- | ----------------------- | ----------------------- | ----------------------- | ----------------------- | ----------------------- | ------------------------- | ------------------------- | ------------------------- | ------------------------- | ------------------------- | ------------------------- | ----------------------------- | -------------------------------------------------------------------------------- |
|                                 |                                                                                                   | IARC          |                         |                         |                         |                         |                         |                         |                         |                         |                         |                         |                         |                           |                           |                           |                           |                           |                           |                               |                                                                                  |
| アメリカ合衆国の旗 · カナダの旗 | アメリカ合衆国の旗 · カナダの旗                                                                   | ESRB          |                         |                         |                         |                         |                         |                         |                         |                         |                         |                         |                         |                           |                           |                           |                           |                           |                           |                               |                                                                                  |
| メキシコの旗                    | メキシコの旗                                                                                      | SMECCV        |                         |                         |                         |                         |                         |                         |                         |                         |                         |                         |                         |                           |                           |                           |                           |                           |                           |                               |                                                                                  |
| ブラジルの旗                    | ブラジルの旗                                                                                      | ClassInd      |                         |                         |                         |                         |                         |                         |                         |                         |                         |                         |                         |                           |                           |                           |                           |                           |                           |                               |                                                                                  |
| 欧州連合の旗                    | 基本区分                                                                                          | PEGI          |                         |                         |                         |                         |                         |                         |                         |                         |                         |                         |                         |                           |                           |                           |                           |                           |                           |                               |                                                                                  |
| 欧州連合の旗                    | スイスの旗 · ノルウェーの旗 · アイスランドの旗 · ポルトガルの旗 · フィンランドの旗 · イギリスの旗 | PEGI          |                         |                         |                         |                         |                         |                         |                         |                         |                         |                         |                         |                           |                           |                           |                           |                           |                           |                               |                                                                                  |
| 欧州連合の旗                    | ドイツの旗                                                                                        | USK           | USK 0                   | USK 0                   | USK 0                   | USK 0                   | USK 0                   | USK 6                   | USK 6                   | USK 6                   | USK 6                   | USK 6                   | USK 6                   | USK 12                    | USK 12                    | USK 12                    | USK 12                    | USK 16                    | USK 16                    | USK 18                        | ドイツはEU加盟国であるが、PEGIには不参加                                         |
| 日本の旗                        | 日本の旗                                                                                          | CERO          |                         |                         |                         |                         |                         |                         |                         |                         |                         |                         |                         |                           |                           |                           |                           |                           |                           |                               |                                                                                  |
| 日本の旗                        | 日本の旗                                                                                          | CERO          |                         |                         |                         |                         |                         |                         |                         |                         |                         |                         |                         |                           |                           |                           |                           |                           |                           |                               |                                                                                  |
| 日本の旗                        | 日本の旗                                                                                          | EOCS          | 一般作品                | 一般作品                | 一般作品                | 一般作品                | 一般作品                | 一般作品                | 一般作品                | 一般作品                | 一般作品                | 一般作品                | 一般作品                | 12歳以上推奨              | 12歳以上推奨              | 12歳以上推奨              | 15歳以上推奨              | 15歳以上推奨              | 15歳以上推奨              | 18禁                          | R指定（15歳未満への販売禁止）は2011年9月30日までに審査申請された作品をもって廃止 |
| 日本の旗                        | 日本の旗                                                                                          | JCRC          | 一般向                  | 一般向                  | 一般向                  | 一般向                  | 一般向                  | 一般向                  | 一般向                  | 一般向                  | 一般向                  | 一般向                  | 一般向                  | 一般向                    | 一般向                    | 一般向                    | R-15                      | R-15                      | R-15                      | 成人向                        |                                                                                  |
| 大韓民国の旗                    | 大韓民国の旗                                                                                      | GRAC          | (전체이용가/全年齢対象) | (전체이용가/全年齢対象) | (전체이용가/全年齢対象) | (전체이용가/全年齢対象) | (전체이용가/全年齢対象) | (전체이용가/全年齢対象) | (전체이용가/全年齢対象) | (전체이용가/全年齢対象) | (전체이용가/全年齢対象) | (전체이용가/全年齢対象) | (전체이용가/全年齢対象) | (12세이용가/12歳未満禁止) | (12세이용가/12歳未満禁止) | (12세이용가/12歳未満禁止) | (15세이용가/15歳未満禁止) | (15세이용가/15歳未満禁止) | (15세이용가/15歳未満禁止) | (청소년이용불가/19歳未満禁止) |                                                                                  |
| 中華人民共和国の旗              | 中華人民共和国の旗                                                                                | CADPA         |                         |                         |                         |                         |                         |                         |                         | CADPA-8+                | CADPA-8+                | CADPA-8+                | CADPA-8+                | CADPA-12+                 | CADPA-12+                 | CADPA-12+                 | CADPA-12+                 | CADPA-16+                 | CADPA-16+                 | CADPA-16+                     | オンラインゲームに適している。                                                   |
| 中華民国の旗                    | 中華民国の旗                                                                                      | GSRR          | 普遍級                  | 普遍級                  | 普遍級                  | 普遍級                  | 普遍級                  | 保護級                  | 保護級                  | 保護級                  | 保護級                  | 保護級                  | 保護級                  | 輔12級                    | 輔12級                    | 輔12級                    | 輔15級                    | 輔15級                    | 輔15級                    | 限制級                        |                                                                                  |
| イランの旗                      | イランの旗                                                                                        | ESRA          |                         |                         |                         | +3                      | +3                      | +3                      | +7                      | +7                      | +7                      | +7                      | +7                      | +12                       | +12                       | +12                       | +15                       | +15                       | +15                       | +18 / +25                     |                                                                                  |
| オーストラリアの旗              | オーストラリアの旗                                                                                | ACB           |                         |                         |                         |                         |                         |                         |                         |                         |                         |                         |                         |                           |                           |                           |                           |                           |                           |                               |                                                                                  |
| オーストラリアの旗              | オーストラリアの旗                                                                                | ACB           |                         |                         |                         |                         |                         |                         |                         |                         |                         |                         |                         |                           |                           |                           |                           |                           |                           |                               |                                                                                  |
| ニュージーランドの旗            | ニュージーランドの旗                                                                              | OFLC          | General                 | General                 | General                 | General                 | General                 | General                 | General                 | General                 | General                 | General                 | General                 | General                   | R13                       | R13                       | R15                       | R16                       | R16                       | R18                           |                                                                                  |
| ニュージーランドの旗            | ニュージーランドの旗                                                                              | OFLC          | Parental Guidance       | Parental Guidance       | Parental Guidance       | Parental Guidance       | Parental Guidance       | Parental Guidance       | Parental Guidance       | Parental Guidance       | Parental Guidance       | Parental Guidance       | Parental Guidance       | Parental Guidance         | Mature                    | Mature                    | Mature                    | R16                       | R16                       | R18                           |                                                                                  |